# Discocactus hartmannii
Discocactus hartmannii är en kaktusväxtart som först beskrevs av Karl Moritz Schumann, och fick sitt nu gällande namn av Nathaniel Lord Britton och Joseph Nelson Rose. Discocactus hartmannii ingår i släktet Discocactus och familjen kaktusväxter. Inga underarter finns listade i Catalogue of Life.